# Orophea sericea
Orophea sericea är en kirimojaväxtart som beskrevs av Keßler. Orophea sericea ingår i släktet Orophea och familjen kirimojaväxter. Inga underarter finns listade i Catalogue of Life.